# Attentat de Mubi du 1er mai 2018
L'attentat de Mubi du 1er mai 2018 est commis au cours de l'insurrection djihadiste au Nigeria.

## Déroulement
Le 1er mai 2018, la ville de Mubi est touché par un nouvel attentat. À 13h30, heure locale, un kamikaze se fait exploser dans une mosquée. Puis, alors que les fidèles prennent la suite, un second kamikaze se fait exploser à son tour dans un marché à proximité.

## Bilan humain
Les bilans sur le nombre des morts sont contradictoires. Le jour même de l'attaque, le porte-parole de la police locale, Othman Abubakar, déclare qu'au moins 24 personnes ont été tuées. Le responsable de l'Agence nationale de gestion des urgences, Imam Garki, donne quant à lui un bilan de 26 personnes tuées et de 56 blessés, dont 11 très grièvement. Cependant des habitants déclarent à l'AFP qu'un nombre bien plus important de morts ont été enterrés dans la soirée. Un témoin nommé Muhammad Hamidu affirme avoir participé à la mise en terre de 68 personnes ; un autre, Abdullahi Labaran, déclare qu'au moins 73 corps ont été enterrés.
Le lendemain, l'Agence nationale de gestion des urgences élève son bilan à 30 morts,. Mais deux employés du cimetière de Mubi affirment alors que 86 corps ont été enterrés, dont 76 le soir du 1er mai et 10 autres le matin du 2 mai,. L'un d'eux déclare alors à l'AFP : « Nous n'avons reçu aucun autre corps depuis 14h30 et nous espérons avoir terminé désormais »,. Ahmed Sajo, le ministre local de l'Information, explique la disparité des bilans par la possibilité que « des proches des victimes aient emmené les corps directement pour être enterrés, sans passer par l'hôpital ».

## Revendication
L'attentat n'est pas revendiqué, mais le mode d'action correspond à celui de la faction de Boko Haram dirigée par Abubakar Shekau, le Groupe sunnite pour la prédication et le djihad.